# Alejo Mercé de Fondevila
Alejo Mercé de Fondevila (Lérida, 5 de enero de 1805-Lérida, 1871) fue un músico y maestro de capilla español.

## Biografía
Se formó musicalmente en la escolanía de la Catedral de Lérida, donde ingresó con siete años. Comenzó el estudio de solfeo con Jaime Nadal, por estar ausente el maestro de capilla de la Catedral, Antonio Sambola, con el que continuó sus estudios musicales. Posteriormente recibió clases de composición con José Menéndez y de órgano con Juan Ariel, organista primero de la Catedral. Por la marcha de Menéndez, recibió clases de Juan Prenafeta, que también había sido maestro de capilla de la catedral y era uno de los maestros que más fama disfrutaban en aquella época en Cataluña.
Se ausentó de la Catedral de Lérida en 1820. Fue organista de la iglesia parroquial de San Juan de Lérida durante algunos años y en los que recibió las cuatro órdenes menores. La primera oposición de organista fue la que hizo en Fraga, plaza que ganó, pero que no quiso admitir.
Habiendo renunciado José Menéndez en 1826, el magisterio de la Catedral de Lérida quedaba vacante. Mercé hizo oposición a dicho magisterio, junto con Magín Germá. Las oposiciones duraron nueve días y fueron unas de las más difíciles y comprometidas que se hicieran en Cataluña en muchos años, siendo censores los presbíteros Bruguera, maestro capilla de la Catedral de Tarragona; Rosés, maestro de capilla de la iglesia parroquial de Santa María del Pino de Barcelona, y Sambola, maestro que había sido de la misma catedral de Lérida. Mercé obtuvo el primer puesto en estas oposiciones, pero como no había terminado uno de los trabajos por enfermar, el capítulo concedió el magisterio a Germá. Se le ofrecieron un magisterio en Igualada, pero no lo admitió.
En 1828 se trasladó a Madrid. Al poco de su llegada a la corte fue nombrado maestro de piano de la escuela imperial de San Isidro, que estaba a cargo de los jesuitas. En la iglesia hizo también oposición de organista, quedando en segundo lugar. En esa época ofrecieron a Mercé el destino de organista del Monasterio de las Huelgas, en Burgos, pero no la aceptó por haber sido nombrado al mismo tiempo maestro de piano del real colegio de las Escuelas Pías de San Antonio, en Madrid, en la calle de Hortaleza, y de la de San Fernando, calle del Mesón de Paredes. Perdió las oposiciones a maestro de capilla de la Real Capilla de Madrid, que ganó Francisco Andreví. En consecuencia se le ofrecieron los magisterios de las Catedrales de Valencia, Toledo y las Canarias, prefirió partir a Lérida.
El magisterio de la Catedral de Lérida quedó vacante al casarse Germá. Se ofreció el cargo a Mercé, que aceptó el cargo para ayudar a su anciana madre. Desde 1832 hasta su muerte, ocupó el cargo de maestro de capilla de la Catedral de Lérida, a pesar de que se le ofreciesen otros cargos.

## Obra
Dejó unas cuatrocientas obras religiosas, entre las que destacan varias misas de réquiem y un Miserere. Publicó la revista musical La Lira Sacra Hispana.